# Ivan Damgård
Ivan Bjerre Damgård, född 1956, är en dansk kryptolog och professor vid Aarhus Universitet (Department of Computer Science, DAIMI), i Danmark.
Han är känd för Merkle–Damgård-konstruktionen, en kryptologisk hashfunktion som ingår i SHA-1 och MD5. Han har gjort Damgård–Jurik-kryptosystemet som är en förenkling av Pailliers kryptosystem.